# Староватых, Юрий Фёдорович
Юрий Федорович Староватых (род. 5 июля 1937 года в Сталинграде, РСФСР, СССР) — председатель Волгоградского горисполкома Совета народных депутатов (1986—1990), почётный гражданин города-героя Волгограда, мастер по велоспорту и спортивный судья, директор Дома архитекторов Волгоградской организации Союза архитекторов России, председатель Общественной палаты Волгограда.

## Биография
Родился 5 июля 1937 года в Сталинграде. Окончил школу с золотой медалью. Окончил Волгоградский институт инженеров городского хозяйства. Вначале работал мастером цеха на Волгоградском заводе Волгоградский завод железобетонных изделий № 1, затем — начальником СМУ, главным инженером треста и заместителем начальника управления строительства «Волгограджилгражданстрой». Трудился в строительной сфере около 21 года, был членом КПСС.
С 1971 по 1986 годы неоднократно избирался депутатом в районный совет и горсовет народных депутатов Волгограда.
С 1986 по 1990 годы председатель исполкома городского Совета народных депутатов Волгограда, — в период перестройки был вице-президентом организации «Главы городов за мир и солидарность», членом исполкома организаций «Всемирная федерация породненных городов», «Города-жертвы войны», «Города-посланцы мира». Занимал пост ответственного секретаря Общественной палаты Волгоградской области 3 созыва.
В 1988 году, будучи в должности председателя горисполкома вместе с обербургомистром Кёльна Норбертом Бургером подписал договор о дружбе между Волгоградом и Кёльном.
13 сентября 1990 года с председателем горсовета Юрием Чеховым, с мэром города Кливленда Майклом Р. Уайтом и президентом городского совета Джей Вестбрук подписал договор о дружбе городов Волгограда и Кливленда. Избирался в состав ОПВО I, III и IV созывов. Является членом Совета ОПВО — председателем комиссии по местному самоуправлению и территориальным общественным объединениям граждан ОПВО. Почётный гражданин города-героя Волгограда. Вице-президент Волгоградского областного отделения общероссийского Общественного фонда «Российский фонд мира».
В 2010 как представитель Ротари Клуба «Волгоград» возглавлял оргкомитет автопробега «Дорогами Победы» (Новороссийск — Волгоград). Избран председателем Совета ветеранов при Волгоградской региональной организации «Динамо». В настоящее время является директором Дома архитекторов Волгоградского отделения Союза архитекторов России.

### Велоспорт
Участвовал в соревнованиях, имеет спортивные награды Чемпионатов СССР и РСФСР. С 1978 года — судья международной категории. Судействовал на двух Олимпийских играх и двух Играх доброй воли, на примерно десятке чемпионатов мира и на нескольких десятках менее масштабных гонок в Испании, Иране, Китае и других странах. Член Президиума Федерации велосипедного спорта России. Президент коллегии судей Федерации велосипедного спорта России. Участвовал в городских велопробегах. Сторонник создания современной инфраструктуры для велотранспорта в Волгограде. Летом 2013 при поддержке Ю. Ф. Староватых состоялся круглый стол «Велодорожки Волгограда: проблемы и решения». Олимпийский чемпион Вячеслав Екимов, после гонки в Польше где Юрий Фёдорович был судьёй подарил ему свои велоперчатки. В возрасте 71 год старался по нескольку раз в неделю преодолевать на велосипеде по 50 — 70 км.

## Награды и звания
1. Медаль «Ветеран труда»
2. Медаль Пола Харриса[9]
3. Орден Почета[10]
4. Две правительственные награды Афганистана
5. Знак «Отличник физической культуры и спорта»
6. Почетный знак «За заслуги в развитии Олимпийского движения в России»
7. Звание «Почётный строитель РФ»
8. Звание «Почётный динамовец»[4]
9. Звание «Почётный гражданин города-героя Волгоград»
10. Медаль «За заслуги перед Волгоградской областью»[11]

## Общественная деятельность
- Руководитель Коллегии судей Федерации велосипедного спорта России.[12]
- Член общественной палаты Волгоградской области первого созыва[12][13]
- Заместитель председателя Общественной палаты Волгоградской области[14].
- Член Общественного совета при Министерстве культуры Волгоградской области[15].
- Руководитель регионального народного штаба общественной поддержки кандидата в Президенты РФ В. В. Путина[16].
- Первый президент волгоградского «Ротари — клуба».
- Член Президиума Федерации велосипедного спорта России.